# Суперзавр
Суперзавр (Supersaurus) — гігантський завроподоморфний динозавр, рештки відомі з верхньої крейди Колорадо (США). Відомий за кількома ребрами, лопаткою, тазом, залишками кінцівок і хребців. Не виключено, що рештки суперзавра належать до різних родів. Суперзавр досягав 33—34 метри в довжину, важив суперзавр близько 35—40 тонн.

## Систематика

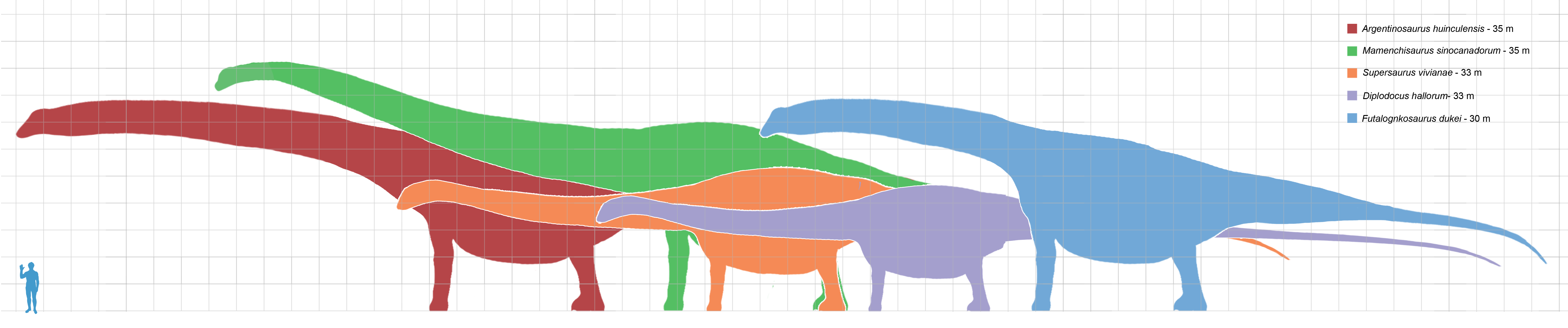
Порівняння розмірів деяких великих завроподів

Систематика цього таксона має довгу і дуже заплутану історію. Одночасно з кістками суперзавра в 1970-х роках в США було виявлено кілька інших викопних кісток, які американський палеонтолог Джеймс Єнсен (англ. James A. Jensen) хотів описати під назвою Ultrasaurus macintoshi, про що і повідомив колегам (і ця назва багатьма цитувалася і в науковій літературі та в ЗМІ), але дослідник вирішив не робити скоростиглого опису, а почекати нових знахідок. Потім в Кореї знайшли не дуже зрозумілу кістку (прийняли плечову кістку за стегно, перебільшили передбачувані розміри всього динозавра) і описали її як новий вид ультразавр (Ultrasaurus tabriensis Kim, 1983; з тих же диплодоків Sauropoda).
Майже одночасно (1985 р.) Єнсен описав нові види Supersaurus vivianae, Dystylosaurus edwini та Ultrasaurus macintoshi. Палеонтолог Ольшевський зауважив, що під одним ім'ям цитуються два різних динозаври й в 1991 році переробив назву «американця» на Ultrasauros, змінивши одну літеру, щоб не було плутанини з «корейцем».
Потім, виявилося, що американський Ultrasauros — не самостійний вид, а збірна химера, і його кістки насправді належать суперзавру. Згідно з Міжнародним кодексом зоологічної номенклатури, тобто строго по науці, назва Ultrasaurus це nomen nudum (немає строго наукового опису і вона може бути пізніше теж синонімізована з іншим близьким родом), але це інший таксон, який ніякого відношення не має до суперзавра.

## Синоніми

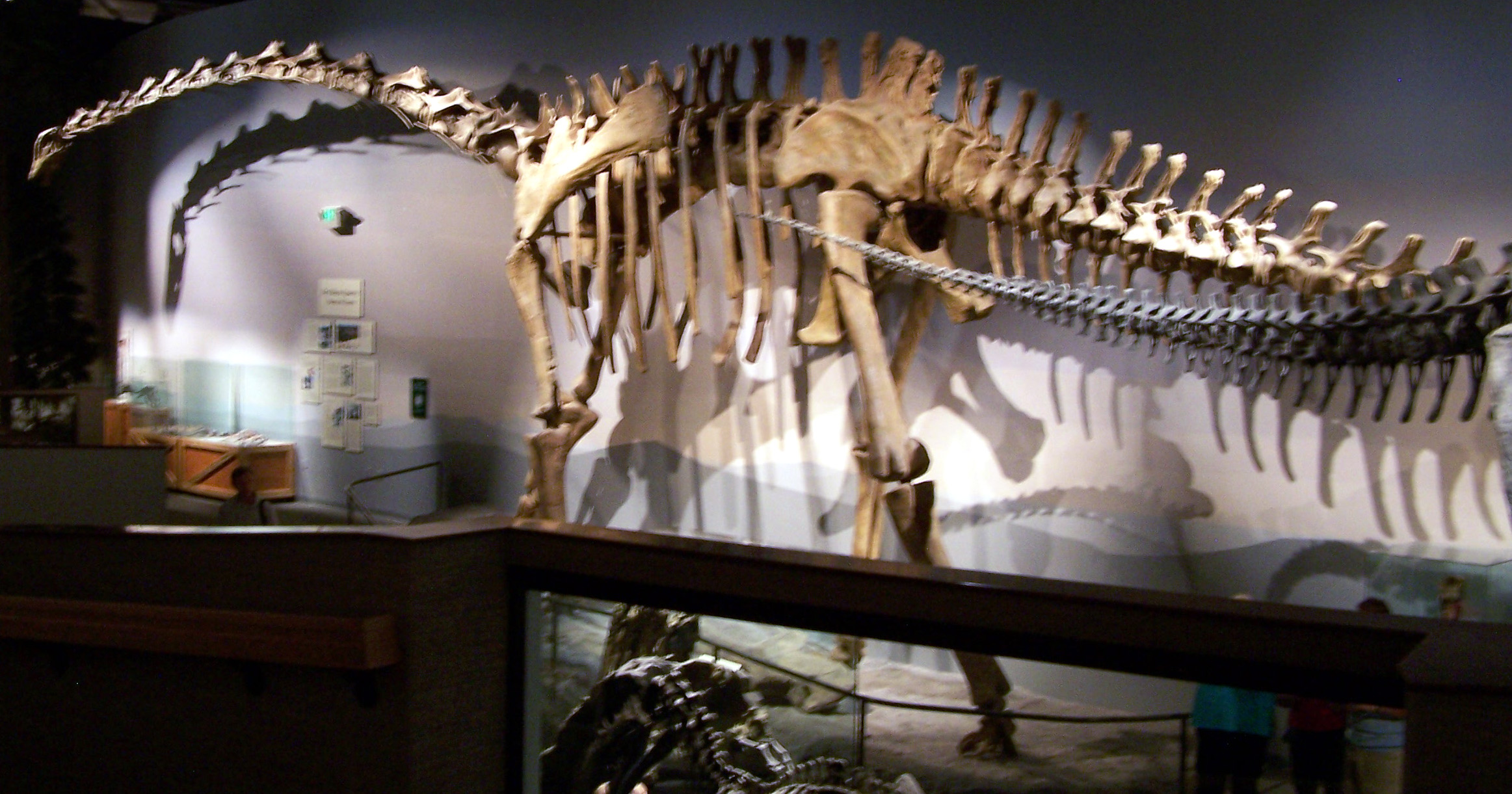
Скелет суперзавра в Північноамериканському музеї давнього життя

Слід розрізняти дві схожі родові назви, Ultrasaurus Kim, 1983 (передостання буква U; нині ультразавр), і таксон Ultrasauros Ольшевський, 1991 (передостання буква O), який в даний час вважається молодшим синонімом роду Supersaurus Jensen, 1985.
- Dystylosaurus Jensen, 1985
- Ultrasauros Olshevsky, 1991

## Ресурси Інтернету
- Суперзавр на Dino-Millennium [Архівовано 17 липня 2010 у Wayback Machine.]
- https://archive.today/20121221132744/dinoweb.narod.ru/Diplodocimorpha.htm